# Neuropatologia
Neuropatologia – dział patomorfologii zajmujący się zmianami chorobowymi powstającymi w wyniku chorób ośrodkowego i obwodowego układu nerwowego. W Polsce neuropatologia jest jedną ze specjalizacji lekarskich, a jej konsultantem krajowym od 5 marca 2020 jest prof. dr hab. Wiesława Grajkowska.
W Rosji tradycyjnie neuropatologami (ros. невропатолог) określa się lekarzy-specjalistów neurologii, natomiast neurolog (невролог) to naukowiec zajmujący się neurobiologią.